# Static Major
Stephen Ellis Garrett Jr. (11 de novembro de 1974 – 25 de fevereiro de 2008), conhecido profissionalmente como Static Major (anteriormente apenas Static) foi um cantor, compositor e produtor norte-americano de Louisville, Kentucky. Ela era integrante do trio de R&B Playa, e compositor de vários artistas, incluindo Aaliyah, Ginuwine, Pretty Ricky e Destiny's Child.

## Carreira
Garrett começou sua carreira como produtor quando assinou com a Swing Mob. Ele conquistou notoriedade ao trabalhar com o cantor Ginuwine, escrevendo e co-produzindo a canção "Pony" (1996), que se tornou um grande sucesso e marco nas carreiras de Garrett e Timbaland. Garrett posteriormente tornou-se integrante do trio Playa, da Def Jam, mais conhecidos pelo single "Cheers 2 U". Playa lançou um álbum de mesmo nome em 1998.
Após trabalhar com Ginuwine, Garrett colaborou na produção de canções do álbum de estreia de Nicole Wray, Make It Hot (1998). Ele eventualmente se tornou o principal compositor de Aaliyah, ganhando ainda mais notoriedade com os trabalhos feitos com a cantora. Suas colaborações de composição com Aaliyah incluem: "Are You That Somebody?" (da trilha sonora de Dr. Dolittle), "Try Again" e "Come Back in One Piece" (ambas da trilha sonora de Romeo Must Die). Ele também compôs dez das 14 canções do terceiro e último álbum da cantora, Aaliyah (2001), dentre elas "More Than a Woman", "We Need a Resolution" e "Rock the Boat".
Em 2005, Garrett colaborou com o grupo Pretty Ricky na canção "Juicy". Ele participou do grande sucesso de Lil Wayne, "Lollipop" (2008), o qual ele co-escreveu. O videoclipe de "Lollipop" foi dedicado em sua memória.
Garrett morreu aos 33 anos no Baptist Hospital East em Louisville, Kentucky, em 25 de fevereiro de 2008, devido a complicações de um procedimento médico. Mais cedo naquele dia, Garrett sentiu-se extremamente doente e voltou para sua cidade natal para procurar atendimento médico. Conforme o Gabinete do Legista do Condado de Jefferson, ele teve parada respiratória e sangrou até a morte após a remoção de um cateter inserido incorretamente no seu pescoço. Após a sua morte repentina, a esposa de Garrett alegou negligência médica, embora não se saiba se este foi o caso.